# Žabjak
Žabjak is een plaats in de gemeente Rovišće in de Kroatische provincie Bjelovar-Bilogora. De plaats telt 457 inwoners (2001).